# Matadero Sami
Mataderos Sami fue una empresa cárnica ubicada en Vallfogona de Balaguer, Lérida, especializada en el sacrificio y procesamiento de carne porcina. A lo largo de su historia, la empresa destacó por su capacidad de exportación y cumplimiento de altos estándares sanitarios.

### Historia
Mataderos Sami nació como parte de la industria cárnica de Lleida, una región con fuerte tradición en la producción y exportación de carne. La empresa operaba como un matadero industrial frigorífico homologado por la Comunidad Europea, autorizado para exportar carnes frescas a mercados exigentes como Japón, garantizando siempre el cumplimiento de las normativas sanitarias europeas y globales.
Además de Japón, Mataderos Sami exportaba sus productos a otros países europeos, incluidos Portugal, Andorra, Francia, Italia, Austria, Alemania, Holanda, Dinamarca y Rusia.

### Adquisición por Grupo Cañigueral y Vall Companys
En octubre de 2021, el Grupo Cañigueral y Vall Companys adquirieron Leridana de Piensos, la empresa matriz de Mataderos Sami, a través de la sociedad conjunta Pig Livestock Union, con una participación del 60% y 40% respectivamente.
La adquisición formaba parte de una estrategia de expansión de ambas empresas, que buscaban fortalecer su presencia en el mercado cárnico español y europeo.

### Cierre del Matadero
En marzo de 2022, Leridana de Piensos presentó un Expediente de Regulación de Empleo (ERE), que afectó a 75 trabajadores, tras anunciar el cierre del matadero y la sala de despiece en Vallfogona de Balaguer. La medida fue justificada por motivos económicos y de restructuración empresarial.

### Situación Actual
Actualmente, la empresa matriz, Leridana de Piensos, fundada en 1974, mantiene su actividad en Almenar, Lleida. Se dedica a la producción animal y comercialización, con una red de más de 300 granjas distribuidas entre Aragón y Cataluña, y una capacidad de comercialización de 800.000 cerdos al año.